# بيكمان وينثروب
بيكمان وينثروب هو محامي وقاضي وسياسي أمريكي، ولد في 18 سبتمبر 1874 في أورانج ‏ في الولايات المتحدة، وتوفي في 10 نوفمبر 1940 في نيويورك في الولايات المتحدة. نشط حزبياً في الحزب الجمهوري. وقد انتخب حاكم بورتوريكو (4 يوليو 1904 – 17 أبريل 1907).